# You Light Up My Life
Pour le film, voir Un petit mélo dans la tête.

You Light Up My Life est une chanson écrite par Joseph Brooks pour le film Un petit mélo dans la tête et dont la version interprétée en 1977 par Debby Boone est restée 10 semaines numéro 1 des ventes aux États-Unis, un record à l'époque qui fut ensuite partagé avec Physical de la chanteuse Olivia Newton-John,,.